# I'm the Greatest
«I'm the Greatest» es una canción del músico británico John Lennon, publicado en el álbum de estudio Ringo de Ringo Starr, su antiguo compañero de The Beatles. Con Starr, Lennon y George Harrison en la grabación del tema, la canción marcó la única vez que más de dos ex-Beatles grabaron juntos entre la separación de The Beatles en 1970 y el asesinato de John Lennon en 1980. Lennon compuso «I'm the Greatest» en diciembre de 1970 como un comentario irónico sobre su pasado en el grupo, y más tarde adaptó la composición para Starr.
La grabación de «I'm the Greatest» tuvo lugar en Los Ángeles en marzo de 1973 durante una época en que las tensiones entre los antiguos miembros de The Beatles habían disminuido, después de que Starr, Lennon y Harrison rompiesen relaciones con su mánager, Allen Klein. Las noticias sobre las sesiones, producidas por Richard Perry, dieron origen a varias especulaciones sobre una posible reformación de The Beatles. La presencia en la grabación del bajista Klaus Voormann y del teclista Billy Preston, como posibles sustitutos de Paul McCartney, crearon una formación que la prensa apodó como The Ladders desde 1971.
«I'm the Greatest» apareció como el primer tema del álbum Ringo y fue posteriormente recopilado en Blast From Your Past (1975) y Photograph: The Very Best of Ringo (2007). Starr ha interpretado la canción en directo con The All-Starr Band, cuyo segundo álbum, Live From Montreux, se abre con este tema. Una versión con Lennon en la voz principal apareció en 1998 en John Lennon Anthology.

## Trasfondo
John Lennon comenzó a escribir "I'm the Greatest" después de ver la primera emisión en televisión de la película de The Beatles A Hard's Day Night el 28 de diciembre de 1970. Trabajando en su estudio personal en Tittenhurst Park, Lennon grabó sendas demos de «I'm the Greatest» y «Make Love Not War», finalmente regrabada en Mind Games en 1973. Hacia el final de la grabación de su álbum Imagine en julio de 1971, Lennon grabó otra demo de «I'm the Greatest».
La letra de Lennon es autobiográfica y se refiere a su pasado como miembro de The Beatles:
«I was in the greatest show on Earth,
For what it was worth.
Now I'm only thirty-two;
And all I wanna do, is boogaloo
Yes, my name is Billy Shears,
You know it has been for so many years.
Now I'm only thirty-two;
And all I wanna do, is boogaloo for ever»
En 1980, Lennon comentó en una entrevista con la revista Playboy: «Era una frase de Muhammad Ali, por supuesto. Era perfecta para que Ringo la cantara. Si yo digo "Soy el más grande", todos se lo tomarían tan en serio. Nadie se disgusta ni se siente aludido si lo dice Ringo». Preguntado si había disfrutado tocando de nuevo con Harrison y Starr, Lennon respondió: «Sí, excepto cuando George y Billy Preston empezaron a decir "vamos a formar un grupo". Estaba bastante molesto cuando George no dejaba de pedírmelo. Él estaba disfrutando con la sesión y el ambiente era muy bueno, pero yo estaba con Yoko. Y ellos todavía pensaban que yo formaría un grupo de tíos sin Yoko».

## Grabación
John Lennon archivó la canción hasta que Ringo Starr le preguntó si tenía alguna canción para su nuevo disco. Starr tocó la batería y cantó, mientras que Lennon tocó el piano, George Harrison la guitarra eléctrica, Billy Preston el órgano y Klaus Voormann el bajo. Es una de las pocas canciones después de la separación de The Beatles en incluir a tres miembros de la banda. Richard Perry produjo las sesiones.
En este punto, después de la ruptura del grupo, Starr, Lennon y Harrison, además de Voormann y Preston, a menudo llamado el quinto Beatle, aparecieron en el disco. Cuando la noticia alcanzó a los medios de comunicación, los rumores sobre una posible reunión de The Beatles comenzaron a difundirse.
«I'm the Greatest» es la única canción que incluyó una formación de The Ladders, un grupo que Harrison intentó crear con sus dos antiguos compañeros de The Beatles y los amigos Voormann y Preston. Cerca del final de la canción, hay una referencia musical a "I Dig Love", una composición de Harrison publicada en All Things Must Pass y en la que participó Starr.
Una versión con Lennon en la voz apareció en la caja recopilatoria John Lennon Anthology en 1998. Varios discos pirata incluyeron una versión de la canción con piano, bajo y batería, con Lennon en la voz. En la revista NME, Paul Moody incluyó la canción entre las "diez gemas en solitario" de la carrera de Starr, y la describió como un "tributo firmado por Lennon al amor propio... mientras George se adentra con una electrizante guitarra solista".

## Personal
- Ringo Starr: voz y batería
- John Lennon: piano y coros
- George Harrison: guitarra eléctrica y guitarra slide
- Billy Preston: piano eléctrico y órgano
- Klaus Voormann: bajo